# Медведичи
Медведичи (бел. Мядзведзічы) — деревня на юго-западе Беларуси. Населённый пункт находится в Гончаровском сельсовете Ляховичского района Брестской области Беларуси. Население — 91 человек (2019).

## География
Медведичи находятся в 12 км к юго-востоку от города Ляховичи. Местность принадлежит к бассейну Немана, через деревню протекает небольшая река Свидровка, приток Щары. Северней деревни проходит автодорога Р43 на участке Ивацевичи — Слуцк, от неё ответвляется местная дорога в Куршиновичи и далее в Ганцевичи.

## История
Впервые упоминается в письменных источниках XV века, до 1483 года было известно как село Медведица, принадлежавшее виленскому епископу. В XV веке здесь был построен католический храм. В XVI веке местечко административно принадлежало Новогрудскому повету Новогрудского воеводства Великого княжества Литовского. В 1588 году — владение виленского епископа и кардинала Юрия Радзивилла.
После второго раздела Речи Посполитой (1793) в составе Российской империи, деревня входила в состав Новогрудского уезда. По присоединении к Российской империи, местечко было изъято и даровано Павлом I вместе с имением Совейки генералу Л. Бенигсену.
Состоянием на 1886 год здесь было 29 дворов и 350 жителей, действовали костёл, часовня и еврейский молитвенный дом, работали школа, водяная мельница и магазин.
По переписи 1897 года в Медведичах проживало 913 человека, из которых 274 евреев. В 1921 году в Медведичах проживали 116 евреев.
В 1908 году в селе построен новый кирпичный костёл св. Петра и Павла.
Согласно Рижскому мирному договору (1921) Медведичи вошли в состав межвоенной Польши, с 1939 года — в БССР. В местном католическом приходе произносил проповеди на белорусском языке Пётр Татаринович.
11 августа 1941 года еврейские жители Медведичей были расстреляны оккупационными войсками.
В ходе второй мировой войны в Медведичах были активны партизанские группы. В конце августа 1942 года поселковая военная администрация Медведичей обратилась за помощью к барановичской жандармерии:

Поселковая военная администрация сообщает, что каждую ночь разбойники (преимущественно евреи) грабят и разоряют деревни. Из одежды у населения остались только рубахи и подштанники, всё остальное забрано разбойниками. <…> Просим немедленной помощи против этих разбойников (евреев).

В послевоенное время до 1979 года Медведичи были центром сельсовета.

## Достопримечательности
- Католический храм св. Петра и Павла. Впервые упомянут в XVI веке, перестроен в 1645. Современный вид получил после перестройки в стиле «необарокко» в 1908 году по проекту польского архитектора Стефана Шиллера.
- Католическая часовня (вторая половина XIX века)
- Деревянное здание школы (первая половина XX века)
- Деревянная водяная мельница (конец XIX — начало XX века)
- Хозпостройка начала XX века
- Амбар (XIX в.)

#### Утраченное наследие
- Костёл Святых апостолов Петра и Павла (1645)

## Галерея

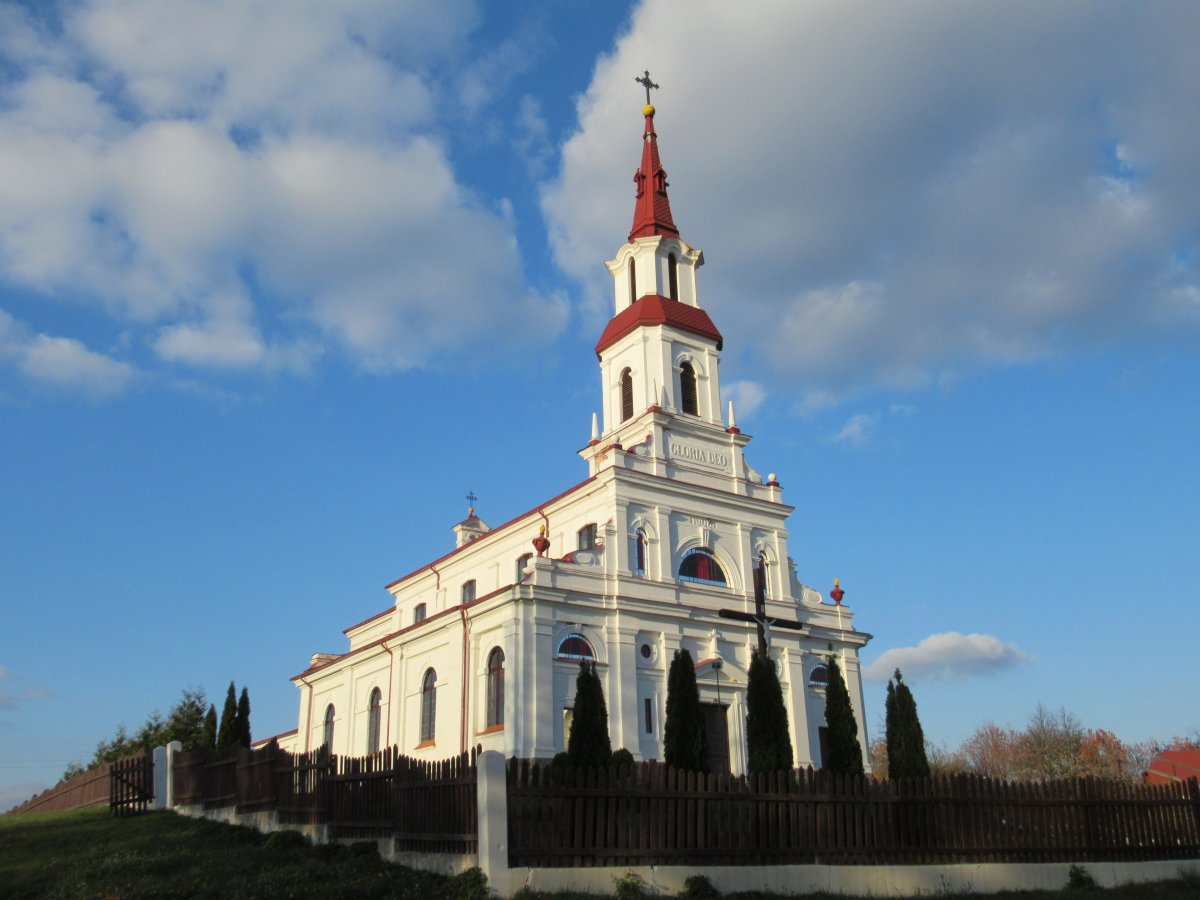
Католический храм св. Петра и Павла
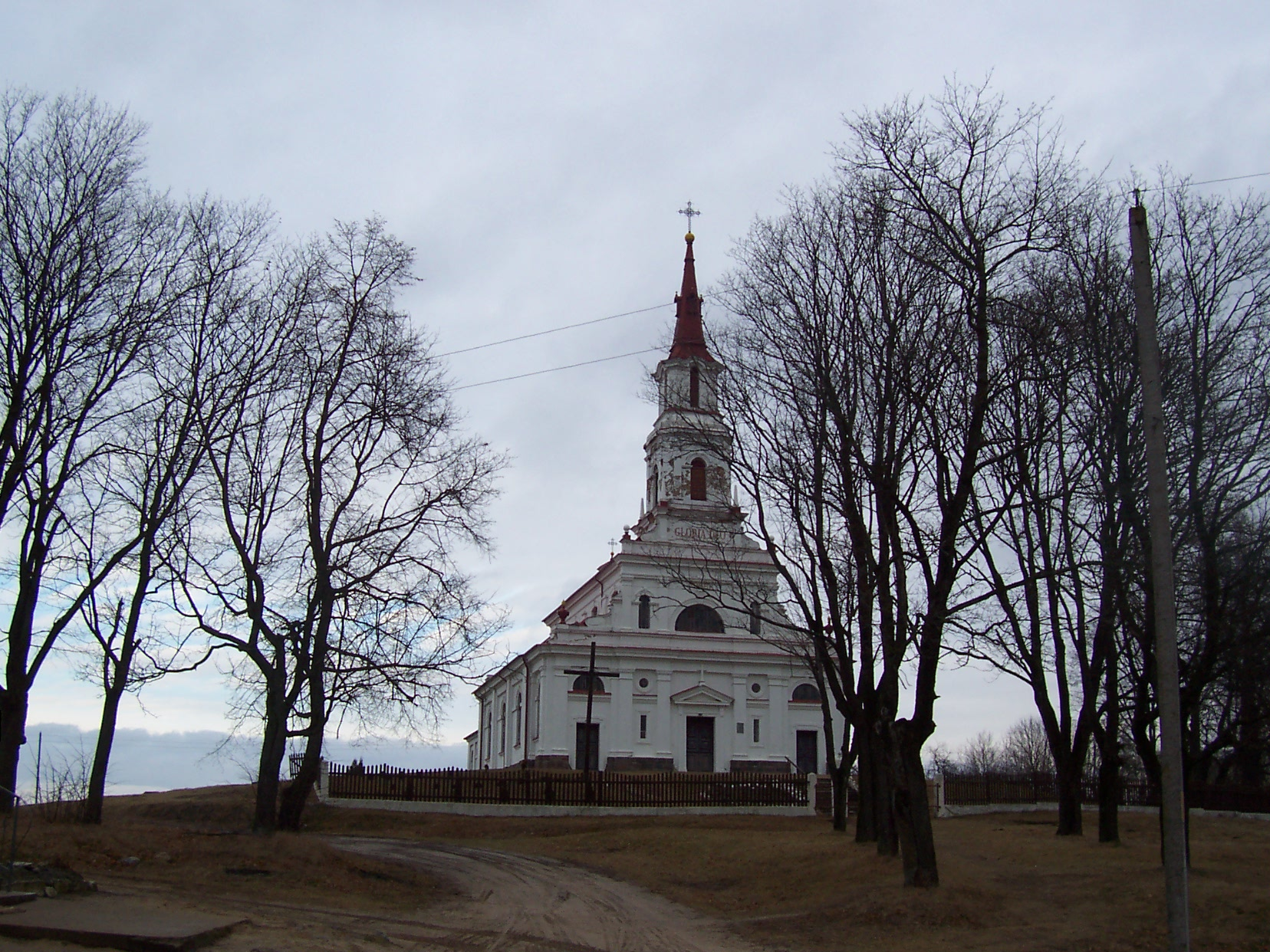
Католический храм св. Петра и Павла
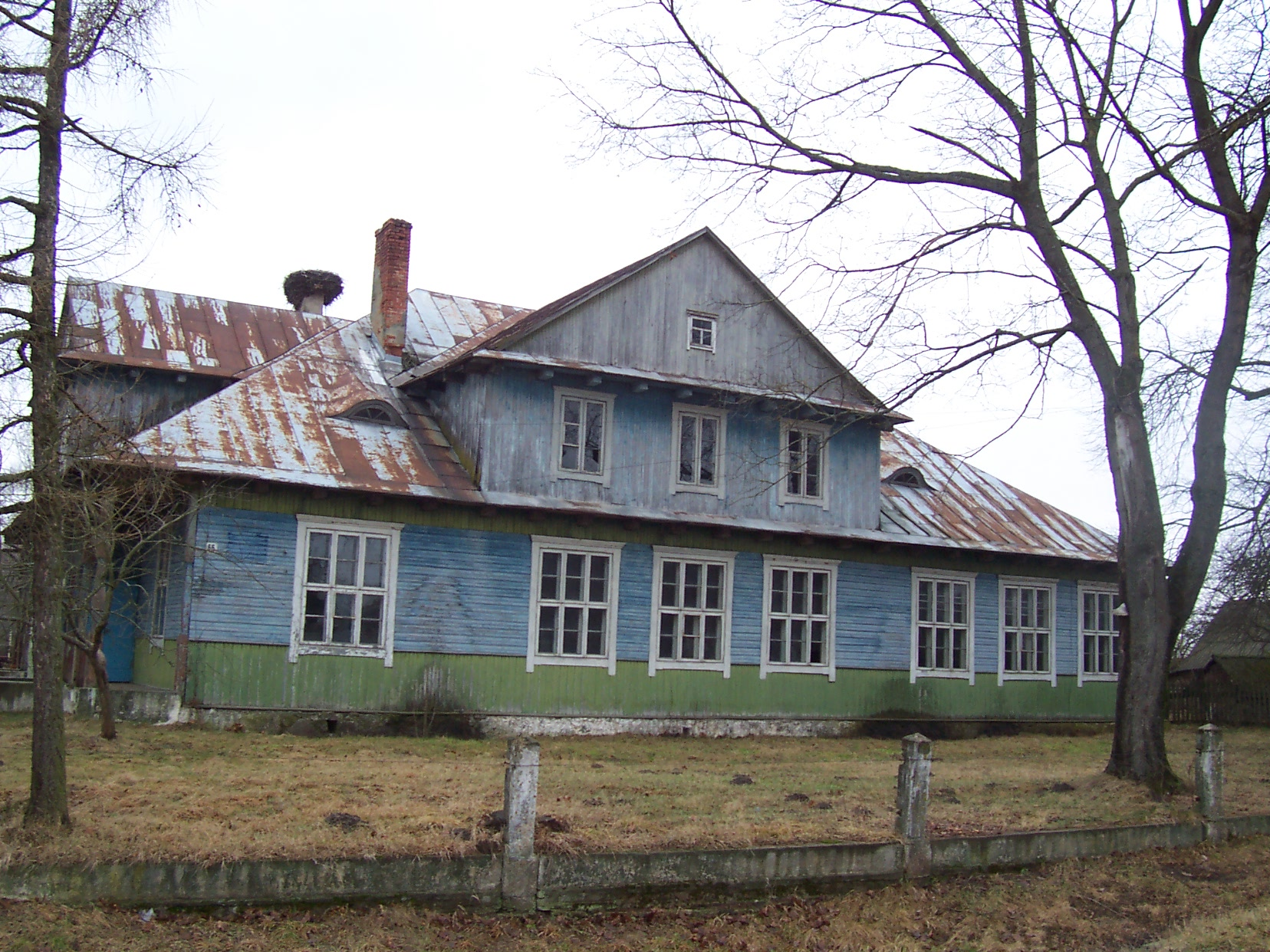
Здание старой школы

## Известные уроженцы и жители
- Вацлав Иванович Пионтковский (1902—1991) — католический священник, арестован 2 декабря 1950 года по обвинению в антисоветской агитации, освобождён 4 января 1956 года, реабилитирован 23 ноября 1994 года.[9].